# Juegos Olímpicos de la Juventud de Dakar 2026
Los Juegos Olímpicos de la Juventud de Dakar 2026, oficialmente conocidos como IV Juegos Olímpicos de la Juventud, serán la cuarta edición de los Juegos Olímpicos de la Juventud, una competencia multideportiva para adolescentes. 
En la 127.ª Sesión del Comité Olímpico Internacional llevada a cabo el 8 y 9 de diciembre de 2014 en Mónaco los miembros de los Comités Olímpicos Nacionales junto al presidente del organismo, Thomas Bach decidieron trasladar la fecha de celebración de los juegos a años impares, para que los mismos cobren más protagonismo; por lo tanto la nueva edición se llevaría a cabo en 2023 y no en 2022. Sin embargo, en la 132.ª Sesión del Comité Olímpico Internacional, la decisión fue revertida, por lo cual los juegos volverán a organizarse en 2022.
En la 132.ª Sesión del Comité Olímpico Internacional fue anunciado que las candidaturas presentadas por naciones africanas tendrían prioridad, esto para llevar el olimpismo por primera vez al continente. La elección de la sede fue anunciada en la 133ª Sesión del Comité Olímpico Internacional celebrada en Buenos Aires, Argentina, el 8 y 9 de octubre, durante la edición de 2018, resultando vencedora por decisión unánime la candidatura de la ciudad de Dakar, Senegal.
Originalmente, estaba previsto que se celebrara en Dakar, Senegal, durante 18 días, del 22 de octubre al 9 de noviembre de 2022, convirtiéndose en el primer evento del COI que se celebra en África y el primero en un país de mayoría musulmana. Sin embargo, el 17 de julio de 2020, el COI y Senegal acordaron posponer los juegos hasta 2026 debido a las consecuencias operativas y económicas del aplazamiento de los Juegos Olímpicos de verano de 2020 a 2021 debido a la pandemia de COVID-19.
Por estos acontecimientos, Dakar 2026 se convertirá en el primer evento auspiciado por el COI a realizarse en una nación africana.

## Motivos del cambio de año
Esta modificación formó parte de la lista de innovaciones que se encuentra decidiendo el COI en su 127° Sesión, como parte del plan “Agenda 2020.” El objetivo será cobrar de trascendencia al evento deportivo que reúne a los mejores deportistas del mundo, de entre 14 y 18 años.

## Ciudades candidatas
De acuerdo a lo establecido a la última Asamblea del COI realizada en Pieonchang, el continente africano tendrá la preferencia en la elección de la sede, el cual fue decidido unánimemente por los miembros y al cual se escogerá antes de los Juegos Olímpicos de la Juventud de Buenos Aires 2018.

### Gaborone,Botsuana
Tras el éxito de la segunda edición de los Juegos de la Juventud Africana en la ciudad de Gaborone, Botsuana; el país se prepara para albergar más justas continentales y mundiales. El Comité Olímpico Nacional de Botsuana (BNOC) ya ha sentado las bases para una candidatura para los Juegos Africanos en 2019 y analiza postular por los Juegos Olímpicos de la Juventud de 2023.[cita requerida]

### Dakar,Senegal
El 6 de febrero de 2018, Senegal declaró su interés de ser sede de estos juegos. El presidente del Comité Olímpico y Deportivo de Senegal, Mamadou Ndiaye, dijo que "hemos renovado o construido recientemente muchas instalaciones e infraestructuras deportivas".
El 7 de septiembre de 2018, la candidatura de Senegal fue recomendada por la Junta Ejecutiva del Comité Olímpico Internacional.
Entre el 8 y 9 de octubre de 2018 durante la Sesión del COI, Dakar fue la final ganadora para albergar la IV edición de los Juegos de la Juventud por unanimidad.

### Abuya,Nigeria
La candidatura de Nigeria fue presentada al Comité Olímpico Internacional en mayo de 2018 mediante una videoconferencia. La candidatura ha sido calificada por el COI como "fuerte y compacta" y "completamente alineada con los deportes nacionales y la estrategia juvenil".

### Túnez,Túnez
Túnez presentó su candidatura en abril de 2018. Sin embargo su candidatura fue suspendida en mayo de 2018 por el Comité Olímpico Internacional debido a que el gobierno  tunecino había prohibido la participación de atletas israelíes en el Campeonato Mundial Juvenil de Taekwondo. En julio, el gobierno tunecino envió una carta al COI donde se aclaraba que los atletas israelíes "eran bienvenidos a participar en el país", por lo cual su candidatura fue reinstalada.

## Ciudades interesadas en postular
Tres ciudades presentaron oficialmente su candidatura ante el Comité Olímpico Internacional para ser sede de los Juegos Olímpicos de la Juventud 2023. Sin embargo, Monterrey se retiró el 7 de abril de 2016, al no haber hoy condiciones deportivas ni económicas para ser sede de la justa deportiva para adolescentes.

### Budapest,Hungría
Las conversaciones preliminares sobre la posible acogida de los YOG entre los miembros del COI y los funcionarios de la ciudad tuvieron lugar en la 131ª Sesión del COI. Budapest ofreció acoger los Juegos Olímpicos de Verano del 2024, pero se retiró el 1 de marzo de 2017.

### Hong Kong,China
En 2015, Pang Chung, exsecretario general de la Federación Deportiva y Comité Olímpico de Hong Kong (SF & OC), quien sigue asesorando al organismo, declaró que los Juegos Olímpicos de la Juventud de 2023 serían perfectos para Hong Kong. Dijo que los Juegos del Este de 2009 demostraron que la ciudad puede organizar juegos exitosos y agregó: "Si China gana los derechos de acogida para los Juegos Olímpicos de Invierno de 2022, también podemos fortalecer el impacto del deporte en la región al acoger los Juegos Olímpicos de la Juventud al año siguiente ". Hong Kong ha hecho una oferta por los Juegos Asiáticos de 2006 y no se ha convertido en candidato para los Juegos Asiáticos de 2022 después de que los legisladores votaron en contra en el 2010.[cita requerida]

### Róterdam,Países Bajos
La Junta de Concejales de Róterdam hará un estudio de factibilidad para ver si la ciudad debe pujar por los Juegos Olímpicos de la Juventud de 2023. André Bolhuis, presidente del Comité Olímpico Neerlandés, dijo: "Estamos muy contentos de tener un socio tan entusiasta para este hermoso evento como Róterdam". Róterdam apostó por los Juegos Olímpicos de la Juventud de 2018, pero no pudo ser candidato.[cita requerida]

### Múnich,Alemania
Die Linke, junto con el Partido Democrático Ecológico (ODP) en Alemania, escribió una carta al alcalde de Múnich Dieter Reiter en febrero de 2016 instando a investigar una posible candidatura para los Juegos Olímpicos de la Juventud.[cita requerida]

### Kazán,Rusia
El presidente de Tataristán, Rustam Minnijanov, apoyó la propuesta de celebrar los Juegos Olímpicos de la Juventud en 2023 en Kazán. La reunión de la Duma Estatal sobre cultura física, deportes, turismo y asuntos de la juventud tuvo lugar en la capital de la República de Tataristán.

## Candidaturas canceladas

### Monterrey,México
La ciudad de Monterrey era una fuerte candidatura para ser sede de los Juegos Olímpicos de 2022, pero en 2016 a falta de recursos económicos la ciudad optó por cancelar su candidatura para intentarlo en un futuro dónde la ciudad tenga mejor estabilidad económica.